# Moon Express
Moon Express (MoonEx) — частная американская компания, ставящая своей целью промышленную разработку полезных ископаемых на поверхности Луны.

## История
В августе 2010 года, Роберт Ричардс, Навин Джейн, и Берни Пэлл в Маунтин-Вью, Калифорния, основали компанию Moon Express, планирующую доставку коммерческих грузов на поверхность Луны и в перспективе добычу ресурсов на Луне, в особенности тех, что редки на Земле: ниобий, иттрий, диспрозий. С 2015 года компания базируется на мысе Канаверал, Флорида.
30 июня 2011 года компания провела первые успешные испытания прототипа лунной посадочной системы, получившего название LTV (Lander Test Vehicle), разработанного в партнерстве с NASA
11 сентября 2011 года Moon Express объявила о создании роботизированной лаборатории MERLIN (Moon Express Robotics Lab for INnovation) для лунного зонда. Кроме того, в компании заявили о приеме на работу победителей FIRST Robotics Competition.
В середине 2012 года Moon Express заявили о работе над проектом International Lunar Observatory Association (ILOA) Архивная копия от 16 мая 2021 на Wayback Machine, предусматривающем размещение Луне телескопа размером с коробку для обуви. Согласно опубликованным в 2013 году дополнительным сведениям, на Луну будут доставлены два телескопа — вместе с оптическим будет размещен и радиотелескоп. Предполагаемое место для посадки — кратер Малаперт. Посадка состоится не ранее 2018 года.
В 2013 году Moon Express успешно завершили испытания их программного обеспечения, использующиеся на аппарате NASA Mighty Eagle по соглашению с Космическим центром Маршалла.
В декабре 2013 года MoonEx представили посадочный модуль MX-1 тороидальной формы, использующий пероксид водорода в качестве ракетного топлива. Аппарат предназначен для вертикальной посадки на лунную поверхность.
MX-1 разработан для использования в качестве вторичной нагрузки при пусках на ГСО.
В декабре 2014 года были успешно завершены тесты посадочного аппарата MTV-1X в Космическом центре Кеннеди. Moon Express стала первой частной компанией, представившей коммерческий лунный посадочный аппарат.
В октябре 2015 года Moon Express заключила контракт с компанией Rocket Lab для запуска трех автоматических аппаратов на поверхность Луны с помощью ракеты-носителя Electron. .

## Планы миссий

### Космические аппараты
Все космические аппарата Moon Express создаются с учетом вопросов экологии, используют экологически чистое горючее, композитные материалы.
MX-1 — оснащен одним двигателем, имеет возможность доставить на поверхность Луны до 30 килограммов полезной нагрузки.
MX-2 — двухступенчатый аппарат, рассчитанный на 30 килограммов полезной нагрузки.
MX-5 — оснащенная пятью двигателями платформа, которая может включать в себя MX-1 или MX-2. Имеет возможность нести до 150 килограммов полезной нагрузки.
MX-9 — оснащенная девятью двигателями платформа, разработанная для возможности возврата с поверхности. Может доставить до 500 килограмм полезной нагрузки. ,

### Ракета-носитель
30 сентября 2015 года Moon Express заключила контракт с новозеландской компанией Rocket Lab. об использовании ракеты-носителя Electron. Два пуска запланированы на 2018 год, третий отложен на более поздний срок.

### Google Lunar XPRIZE
Компания Moon Express является участником Google Lunar X Prize. На данный момент два участника имеют контракты на запуск их аппаратов в 2018 году — это Moon Express и SpaceIL. Приз в 20 миллионов долларов достанется команде, которая сможет первой посадить беспилотный аппарат на поверхность Луны, передать изображения с места посадки и с места, удаленного от места посадки на 500 метров. По состоянию на февраль 2017 года, 5 команд продолжают участие в соревновании. Все они получили достаточное финансирование для своих проектов.

### Другие миссии
В дополнение к участию в Google Lunar XPRIZE, MoonEx планирует доставить на поверхность Луны обсерваторию ILO не ранее 2018 года. План предусматривает установку двухметрового радиотелескопа и оптического телескопа на южном полюсе Луны. Для посадки выбран кратер Малаперт.